# Valle di San Pellegrino
La valle di San Pellegrino (val de Sèn Pelegrin in ladino fassano) è una valle del Trentino orientale, laterale della Val di Fassa. Con andamento est-ovest, scende dal Passo di San Pellegrino fino a Moena, con una lunghezza di circa 12 Km ed un dislivello di 700 metri. Corrisponde al bacino del rio San Pellegrino ed è percorsa dalla Strada Statale 346.
È delimitata a nord dal gruppo dei Monzoni-Costabella, a sud dalla catena di Bocche. 
Mentre la porzione superiore della valle ha conformazione tipicamente glaciale, il corso inferiore ha il carattere di valle fluviale, con il Rio San Pellegrino incassato in una profonda gola.
È in gran parte ricoperta da foreste di larice e abete rosso, eccezion fatta per la porzione superiore utilizzata come pascolo. Vi si trovano gli impianti sciistici dell'Alpe Lusia e del Passo San Pellegrino, appartenenti all'area Trevalli.